# Desharne Bent-Ashmeil
Desharne Bent-Ashmeil (Londres, 2 de septiembre de 2004) es una deportista británica que compite en saltos de trampolín.
En los Juegos Europeos de Cracovia 2023 consiguió una medalla de oro en la prueba de trampolín 3 m sincro. Ganó cinco medallas en el Campeonato Europeo de Natación, en los años 2024 y 2025.

## Palmarés internacional
| Juegos Europeos    | Juegos Europeos   | Juegos Europeos   | Juegos Europeos            |
| Año                | Lugar             | Medalla           | Prueba                     |
| ------------------ | ----------------- | ----------------- | -------------------------- |
| 2023               | Rzeszów (Polonia) | Medalla de oro    | Trampolín 3 m sincro       |
| Campeonato Europeo |                   |                   |                            |
| Año                | Lugar             | Medalla           | Prueba                     |
| 2024               | Belgrado (Serbia) | Medalla de oro    | Trampolín 3 m              |
| 2024               | Belgrado (Serbia) | Medalla de oro    | Trampolín 3 m sincro       |
| 2024               | Belgrado (Serbia) | Medalla de oro    | Trampolín 3 m sincro mixto |
| 2025               | Antalya (Turquía) | Medalla de bronce | Trampolín 3 m sincro       |
| 2025               | Antalya (Turquía) | Medalla de bronce | Trampolín 3 m sincro mixto |